# HMS Agincourt (1865)
O HMS Agincourt foi um ironclad da classe Minotaur construído para a Marinha Real Britânica durante a década de 1860. Ele passou a maior parte de sua carreira como a nau capitânia do segundo comando do Esquadrão do Canal. Durante a Guerra Russo-Turca de 1877-1878, ele foi um dos navios couraçados enviados a Constantinopla para impedir a ocupação russa da capital otomana. O Agincourt participou da Revisão da Frota do Jubileu de Ouro da Rainha Vitória em 1887. O navio foi colocado na reserva dois anos depois e serviu como navio de treinamento de 1893 a 1909. Naquele ano, ele foi convertida em um armazém de carvão e renomeado como C.109. O Agincourt serviu em Sheerness até ser vendido como sucata em 1960.

## Características
Os três ironclads da classe Minotaur eram essencialmente versões ampliadas do encouraçado HMS Achilles com armamento mais pesado, blindagem e motores mais potentes. Eles mantiveram o layout blindado lateral de seu antecessor, mas seus lados foram totalmente blindados para proteger os 50 canhões que foram projetados para carregar. Seu rostro em forma de arado também era mais proeminente do que o de Achilles.
Os navios tinham 121,9 metros de comprimento entre perpendiculares e 124,1 metros em geral. Eles tinham uma boca de 17,8 metros e um calado de 8,1 metros. Os navios da classe Minotaur deslocavam 10 798 toneladas. Seu casco era subdividido por 15 anteparas transversais estanques e tinha um fundo duplo embaixo das salas de máquinas e caldeiras.
O Agincourt foi considerado "um excelente navio e uma plataforma de canhão estável, mas desajeitado sob o vapor e praticamente incontrolável sob a vela", conforme construído. A instabilidade do navio foi parcialmente resultado de sua altura metacêntrica de 1,2 metros.

### Propulsão

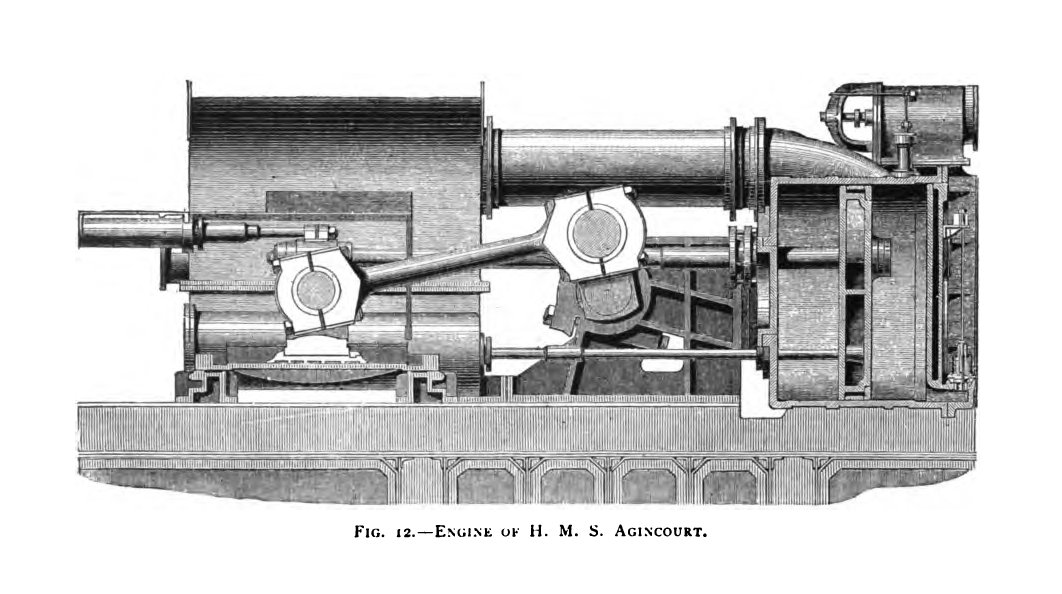
Vista em corte do motor com biela de do Agincourt.

O Agincourt tinha um motor a vapor de biela de retorno horizontal com 2 cilindros, feito pela Maudslay, acionando uma única hélice usando vapor fornecido por 10 caldeiras flamotubulares retangulares. Produziu um total de 4 426 cavalos indicados de potência durante os testes de mar do navio em 12 de dezembro de 1865, com Agincourt tendo uma velocidade máxima de 13,55 nós (25,09 quilômetros por hora). O navio transportava 760 toneladas de carvão, suficiente para navegar 2 800 quilômetros a 7,5 nós (13,9 quilômetros por hora).
O Agincourt tinha cinco mastros e uma área de vela de 3 008 metros quadrados. O Agincourt chegava a apenas 9,5 nós (17,6 quilômetros por hora) à vela principalmente porque a hélice do navio só poderia ser desconectada e não içada na popa do navio para reduzir o arrasto. Ambos os funis eram semi-retráteis para reduzir a resistência do vento durante a navegação. O almirante George A. Ballard descreveu o Agincourt e seus irmãos como "os executantes mais enfadonhos sob a lona de toda a frota com mastro de sua época, e nenhum navio jamais carregou tanta vela para tão pouco propósito". Em 1893-1894, após sua retirada do serviço ativo, o Agincourt teve dois mastros removidos e foi reequipado como uma barca. Em 1907, as partes superiores de um de seus mastros foram instaladas no navio de treino HMS Ganges para uso no treinamento de meninos marinheiros.

### Armamento

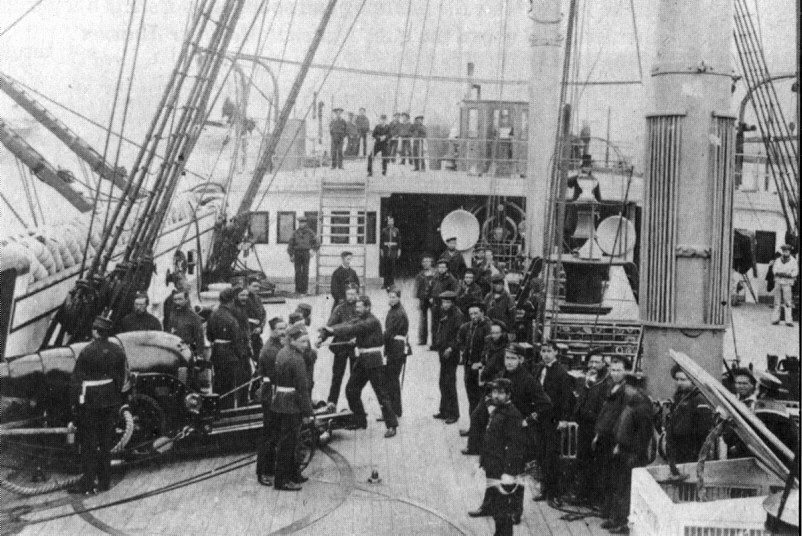
Deck do irmão do Agincourt, Minotaur no final da década de 1860. Um canhão de carregamento frontal de sete polegadas em uma carruagem com pivô de ferro forjado está no canto inferior esquerdo.

O armamento dos navios da classe Minotaur deveria ser 40 canhões de 110 libras retrocarga no convés principal e mais 10 no convés superior em montagens de pivô. O canhão era um novo projeto da Armstrong, mas provou ser um fracasso alguns anos após sua introdução. A arma foi retirada antes que qualquer um fosse usada por qualquer um dos navios da classe Minotaur. Eles estavam armados, em vez disso, com uma mistura de canhões de 229 e 178 milímetros de carregamento frontal. Todos os quatro canhões de 229 e 178 milímetros foram montados no convés principal, enquanto outros quatro canhões de 178 milímetros foram montados no convés superior como canhões de perseguição (ou caça). O navio também recebeu oito obuses de latão para uso como saudação. As portas dos canhões tinham 0,8 metros de largura, o que permitia que cada canhão disparasse 30 graus para a frente e para trás do feixe.
O projétil do canhão 229 milímetros pesava 115,2 kg, enquanto a própria arma pesava doze toneladas. Tinha uma velocidade de saída de 430 metros por segundo e foi creditado com a capacidade de penetrar 287 milímetros de blindagem de ferro forjado. O canhão de 178 milímetros pesava 6,6 toneladas e disparava um projétil 50,8 kg. Foi creditado com a capacidade de penetrar 196 milímetros de blindagem.
O Agincourt foi rearmado em 1875 com um calibre uniforme de 17 canhões de 229 milímetros, 14 no convés principal, 2 canhões dianteiros e 1 canhão traseiro. As portas dos canhões tiveram que ser ampliadas para acomodar o calibre maior manualmente, a um custo de 250 libras cada. Por volta de 1883 dois canhões de carregamento pela culatra de 152 milímetros substituíram 2 canhões de carregamento pela boca de 229 milímetros. Quatro canhões QF de 120 milímetros de disparo rápido, oito canhões Hotchkiss QF de 3 libras, oito metralhadoras e dois tubos de torpedo foram instalados em 1891–2.

### Blindagem
Todo a lateral dos navios da classe Minotaur era protegido por chapas de ferro forjado que engrossava de 114 milímetros nas extremidades para 140 milímetros à meia nau, exceto por uma seção da proa entre os conveses superior e principal. A blindagem se estendia 1,8 metros abaixo da linha d'água. Uma única antepara transversal de 140 milímetros protegia os canhões de perseguição dianteiros no convés superior. A blindagem era apoiada por 254 milímetros de tectona.

## Construção e serviço
O HMS Agincourt, em homenagem à vitória na Batalha de Agincourt em 1415, foi originalmente encomendado em 2 de setembro de 1861 como HMS Captain, mas seu nome foi alterado durante a construção. Ele foi lançado em 30 de outubro de 1861 pela Laird's em seu estaleiro em Birkenhead. O navio foi lançado em 27 de março de 1865, comissionado em junho de 1868 para testes no mar e concluído em 19 de dezembro. O longo atraso na conclusão foi devido a mudanças frequentes nos detalhes do projeto e experimentos com seu armamento e com seu equipamento de navegação. O navio custou um total de 483.003 libras esterlinas.
O Agincourt, junto com seu "meio-irmão" Northumberland, foi rebocar uma doca seca flutuante da Inglaterra para a Madeira, onde seria acompanhado por Warrior e Black Prince, sendo levado para as Bermudas. Os navios partiram do Nore em 23 de junho de 1869, carregados com 510 toneladas de carvão armazenado em sacos em seus conveses de armas e transferidos para a doca flutuante 11 dias depois, após uma viagem sem intercorrências. O Agincourt foi designado para o Esquadrão do Canal após seu retorno e ele se tornou a nau capitânia do segundo comando da frota até iniciar uma reforma em 1873.

### Encalhamento em Pearl Rock em 1871

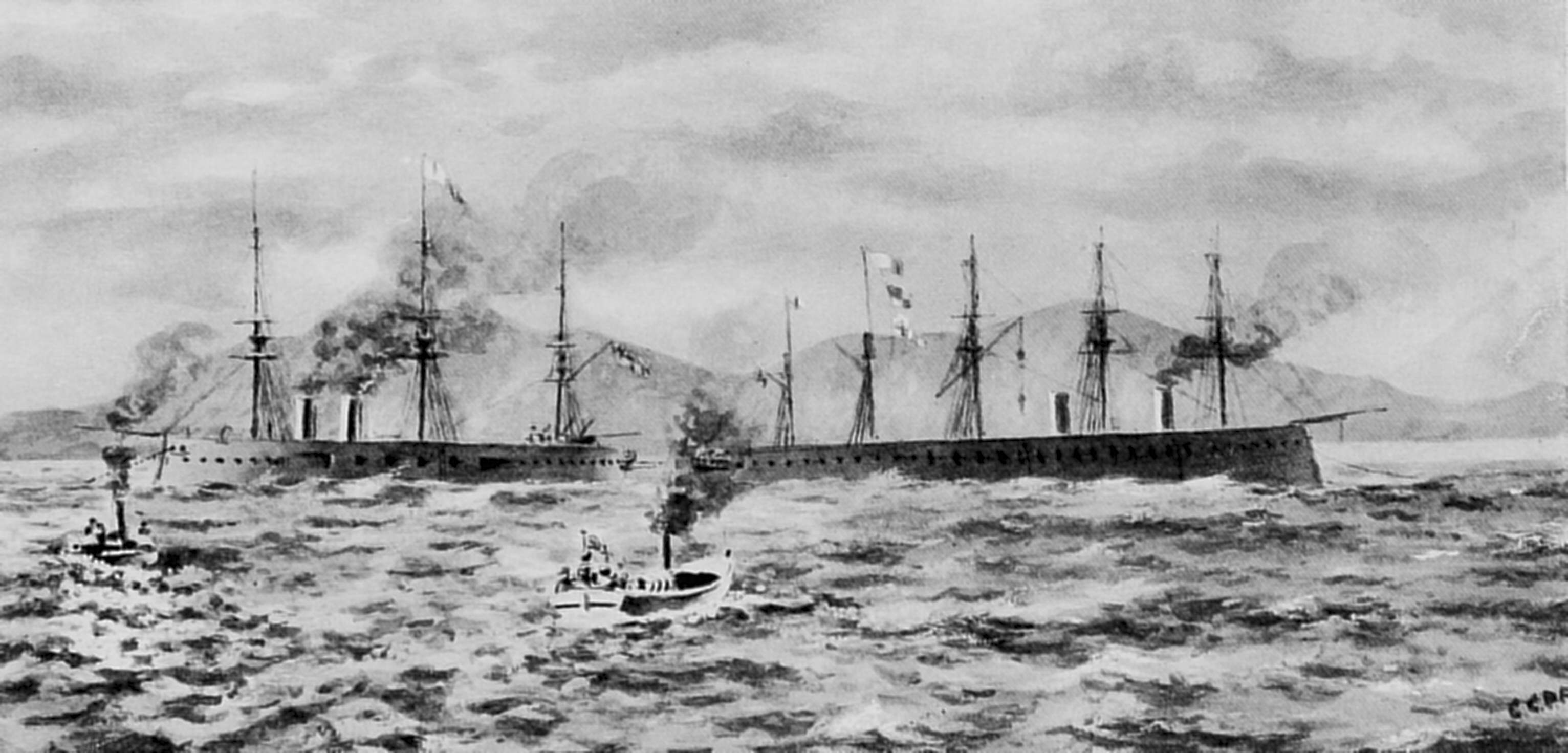
Hercules (à esquerda) rebocando Agincourt (à direita) em Pearl Rock após o incidente

Foi durante esta missão que ele quase sofreu uma catástrofe quando encalhou em Pearl Rock, perto de Gibraltar em 1º de julho de 1871 e quase afundou. O Agincourt liderava a coluna costeira de navios, ao contrário da prática normal em que a nau capitânia sênior liderava a coluna costeira, e encalhou suavemente de lado quando o navegador da nau capitânia sênior não conseguiu compensar a maré. O Warrior, imediatamente a seguindo, quase colidiu com ele, mas conseguiu desviar a tempo.
O Agincourt ficou rapidamente preso e teve que ser aliviado de sua carga; suas armas foram removidas e grande parte de seu carvão foi jogado ao mar antes que ele fosse rebocada por Hercules, comandado por Lord Gilford, quatro dias depois. O tempo pesado se instalou na noite após a libertação do Agincourt e o teria destruído se ele ainda estivesse encalhado. Tanto o comandante da frota quanto seu vice foram dispensados de seus comandos como resultado do incidente. O navio foi consertado em Devonport a um custo de 1.195 libras esterlinas e o capitão J.O. Hopkins assumiu o comando em setembro com o comandante Charles Penrose-Fitzgerald como seu oficial executivo. Hopkins comentou mais tarde: "Transformamos o Agincourt do navio mais barulhento e menos disciplinado do esquadrão no mais silencioso e inteligente; e alguns meses depois de comissionado, fomos ao Mediterrâneo para a corte marcial de Lord Clyde e vencemos toda a frota do Mediterrâneo em seus treinos e exercícios, o que foi um grande triunfo."
Em 1873, o vice-almirante Sir Geoffrey Hornby, comandante do Esquadrão do Canal, transferiu sua bandeira para Agincourt quando seu companheiro Minotaur, antiga nau capitânia, foi levado para uma reforma que durou até 1875. Naquele ano, o Agincourt foi reformado e rearmado até 1877. Durante a Guerra Russo-Turca de 1877-78, o governo ficou preocupado que os russos pudessem avançar sobre a capital otomana de Constantinopla e ordenou que Hornby formasse um Esquadrão de Serviço Particular para mostrar a bandeira em Constantinopla e deter qualquer ameaça russa. O Agincourt serviu como a nau capitânia do segundo comando e o esquadrão navegou pelos Dardanelos em uma forte tempestade de neve em fevereiro de 1878. Depois que essas tensões diminuíram, o navio voltou ao Canal da Mancha, onde serviu como segunda bandeira até 1889, inclusive durante a Revisão da Frota do Jubileu de Ouro da Rainha Vitória em 1887. Ao longo de sua carreira ativa, ele serviu como nau capitânia de nada menos que 15 almirantes. Naquele ano, ele foi novamente docado e posteriormente mantido na reserva em Portsmouth até 1893, quando foi transferido para Portland para uso como navio de treinamento.
O Agincourt serviu doze anos em Portland, como navio-escola para meninos. Ele foi renomeado para Boscawen III em março de 1904. Em 1905 ele foi transferido para Harwich e renomeado como Ganges II. Após quatro anos em Harwich, Ganges II fez sua última viagem, para Sheerness, em 1909. Após sua chegada, o velho navio foi convertido em um armazém de carvão conhecido simplesmente como C.109. Depois de cinco décadas que o historiador naval Oscar Parkes chamou de "uma relíquia suja, dilapidada e incrivelmente encolhida" de seu antigo eu, ele foi descartado a partir de 21 de outubro de 1960.